# 弗洛里安·加伦贝格尔
弗洛里安·加伦贝格尔（德語：Florian Gallenberger，1972年2月23日—）是一名德国电影导演、编剧，主要拍摄剧情片，2001年曾凭借《意欲成为》获得奥斯卡最佳實景短片奖。

## 电影
剧情片
- Honolulu (2001)
- 《时光的阴影》（2004）
- 《拉贝日记》（2009）
- 《尊严殖民地》（2015）
- Grüner wird's nicht, sagte der Gärtner und flog davon (2018)
- Der Überläufer (2020)

短片
- Der Schlag ans Hoftor (1990)
- Mysterium einer Notdurftanstalt (1993)
- Tango Berlin (1997)
- Hure (1997)
- Buck (1997)
- 《意欲成为》（1999）